# Verticillium
Verticillium és un gènere de fongs ascomicots de l'ordre dels glomerel·lals (Glomerellales), i és una forma anamòrfica de la família Plectosphaerellaceae. Aquest gènere inclou diversos grups de sapròfits i paràsits de plantes superiors i també paràsits d'insectes, nematodes, ous de mol·luscs i d'altres fongs.
Actualment es considera que el gènere Verticillium conté 51 espècies, que es poden dividir en tres grups ecològics
- Micopatògens: patògens d'altres fongs.
- Entomopaògens: patògens d'insectes (Zare i Gams, 2001)
- Fitopatògens: patògens de les plantes i sapròfits relacionats (Barbara i Clewes, 2003)

Tanmateix, recentment el gènere ha experimentat algunes revisions i la majoria dels entomopatògens i micopatògens han estats moguts un nou gènere anomenat Lecanicillium. El gènere Verticillium ara inclou les espècies patògenes de plantes Verticillium dahliae, Verticillium albo-atrum, Verticillium nubilium i Verticillium tricorpus, que causen la verticil·liosi en més de 400 espècies de plantes eudicotiledònies.

## Algunes espècies

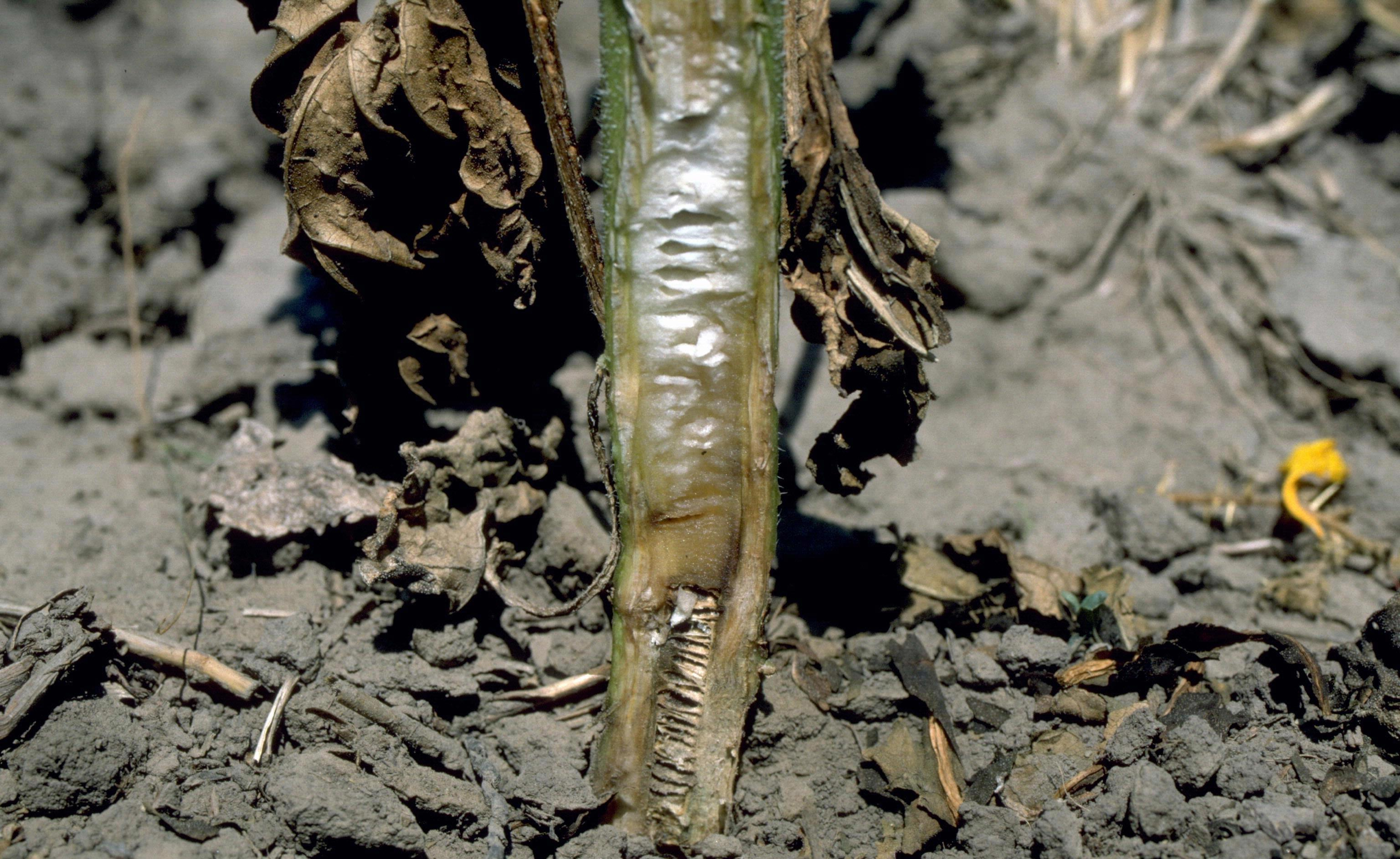
Verticillium dahliae infectant un gira-sol

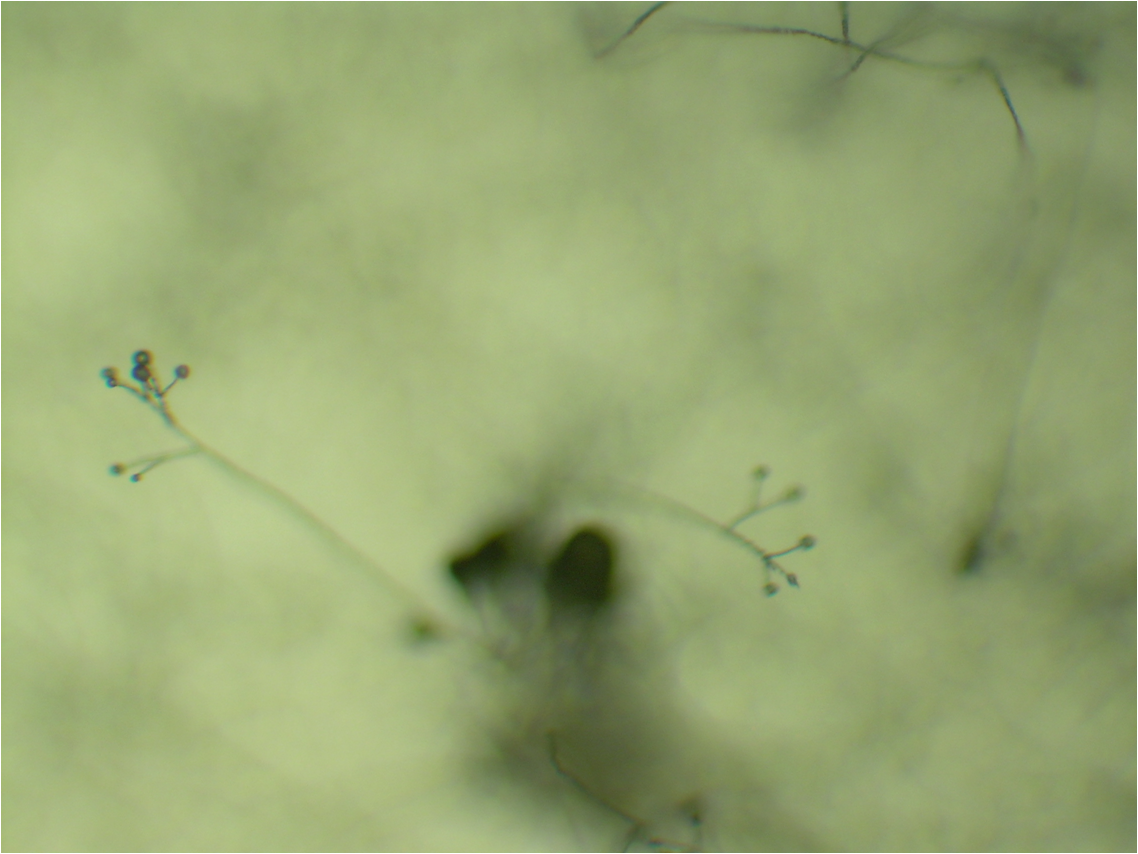
Conidiòfors de Verticillium

- Verticillium albo-atrum. Causa la verticil·liosi de l'auró. Es va identificar primer en les patateres a Alemanya l'any 1870, aquesta espècie de Verticillium ataca unes 30 espècies de plantes cultivades i pot persistir saprotròficament als sòls durant més de 15 anys. Quan infecta arbres ornamentals com aurons, oms, freixes, faigs, Catalpa, roures i altres, els primers símptomes es donen a mitjans d'estiu a les branques. La infecció pot trigar uns pocs anys a progressar cap a la resta de l'arbre o fer-ho ràpidament. El fong es desplaça via el xilema. En arbres fruiters la infecció es coneix amb el nom de cor negre (en anglès:'Black Heart') i és comú en albercoquers i de vegades afecta ametllers, presseguers, pruneres, oliveres i alvocaters. Aquest fong també afecta plantes ornamentals herbàcies i hortalisses com Chrysanthemum, Menta, Lychnis, tomaqueres, alberginieres, okra, i ruibarbre, causant-hi el pansiment i la mort. Es pot identificar observant els conidis unicel·lulars.
- Els que abans es consideraven Verticillium patògens de nematodes ara s'han ubicat en el nou gènere anomenat Pochonia.

- Tots els que abans es consideraven Verticillium que infecten insectes s'han ubicat ara en el nou gènere anomenat Lecanicillium.[2] El nom de Verticillium lecanii (Zimmerman) Viegas és ara Lecanicillium lecanii però aquest ara inclou: L. attenuatum, L. longisporum, L. muscarium i L. nodulosum.